# Grbavi čizmar
Grbavi čizmar (lat. Alectis alexandrina), poznata i kao aleksandrijski pompano, riba je iz porodice bitnica (Carangidae).

## Opis
Ova riba ima građu tijela s izrazito kutnim, jako stisnutim tijelom, a rastom ono postaje sve izduženije. Glavno prepoznatljivo obilježje vrste je profil glave, koji ima malu udubljenost u blizini očiju, što je razlikuje od afričkog pompana
Ima jako spljošteno tijelo u bočnom smjeru. Na gornjem kraju glave ima karakterističnu grbu, a početak trbušne i leđne peraje je znatno istureniji od ostatka peraje. Ima male ljuske koje su teško vidljive, a glava je gola, kao i pojedini dijelovi tijela. Boja tijela mu je srebrnkasta s plavkastim odsjajem kada se gleda odozgo. Nedorasle jedinke imaju pet pruga na tijelu. Mrijesti se tokom ljeta,a jajašca su pelagična. Naraste do 100 cm duljine i preko 3 kg težine. Snažan je i brz plivač, živi na dubinama do 70 m, a hrani se lignjama i ribom.
Odrasle jedinke uglavnom žive u plitkim vodama, u dubinama manjim od 70 m, često tvoreći mala jata. Ova je riba izgledom slična afričkim pompanima, s blago udubljenim oblikom profila glave, definitivnim obilježjem vrste. Kao i ostali pripadnici roda Alectis, i mlađ ove vrste ima duge leđne i analne peraje.  Ova je riba manje komercijalne važnosti, a smatra se i vrstom za Game fishing.

## Biologija
O biologiji vrste dostupne su ograničene informacije, a potvrđena je samo prehrana vrste. Ova riba hrani se lignjama i ribama.  Razmnožavanje vrste je uglavnom nepoznaniva, ali zapažanja o Alectis cilijame sugeriraju da se ribe uparuje te se zatim mrijeste.

## Rasprostranjenost i stanište
Vrsta je rasprostranjena duž obale tropske Afrike u istočnom Atlantskom oceanu, protežući se od Gibraltara do Angole.
Prisutan je također i po južnom dijelu Mediterana. Nekoliko je jedinki izvađeno u Sredozemnom moru, od čega jedan ulov u Jadranskom moru.
U Jadranu je zabilježen 1973. godine, a smatra se da je došao iz južnih krajeva Mediterana, odnosno toplijih mora.
Odrasle jedinke su obično osamljene u obalnim vodama, zauzimajući niže dijelove vodenog stupca, do najmanje 70 m. Mlađ je obično pelagični i nose ih oceanske struje, pa ponekad završe u estuarijima.

## Taksonomija i imenovanje
Ova je vrsta jedna od tri u rodu Alectis, koji je jedan od 33 roda u porodici Carangidae. Carangidae pripadaju redu Carangiformes.
Vrsta ima složenu taksonomsku povijest koja se temelji na samo dva znanstvena opisa. Prvi opis dao je francuski prirodoslovac Étienne Geoffroy Saint-Hilaire 1817. godine, u kojem je vrstu nazvao Gallus alexandrinus, koristeći generičko ime Gallus koje je stvorio Lacépède nakon što je prepoznao da je rod različit od Zeusa, roda kovača. Međutim, ime Gallus je zauzeo rod ptica, što je dovelo do preraspodjele vrste u najmanje šest različitih rodova, prije nego što je vrsta smještena u Alectis. Drugi je opis izradio je Georges Cuvier 1833. godine pod imenom Gallichthys aegyptiacus. Ovo je ime također dva puta preispitivano, prije nego što je opis odbačen kao mlađi sinonim A. alexandrina. Vrsta je također pogrešno nazivana Alectis alexandrinus. Međutim, rod je ženskog roda i zato je aleksandrina pravopisno ispravno.
Uobičajeni engleski nazivi African threadfish ("afrička nitna riba") i "aleksandrijski pompano" odnose se na rasprostranjenost ribe širom Afrike, kao i na izgled poput leđnih i analnih peraja kod mlađi.

## Ekonomska važnost
Vrsta je od manjeg značaja za lokalno ribarstvo u cijelom svom području rasprostranjenosti, ali se smatra dobrom ribom za Game fishing, posebno veći primjerci. Ribari rijetko love ovu ribu jer je dosta rijetka. Riba postiže visoke cijene na tržištu, za razliku od mnogih drugih članova porodice Carangidae.  Svjetski rekord IGFA-e za tu vrstu iznosi 8,10 kg, a primjerak je ulovljen kod Daklhe u Maroku 1993. godine.

## Vanjske poveznice
|  | Zajednički poslužitelj ima još gradiva o temi Grbavi čizmar |
|  | Wikivrste imaju podatke o taksonu Grbavi čizmar             |